# Monica Mæland
Monica Mæland, født 6. februar 1968, er en norsk advokat og politiker for Høyre. Hun er siden januar 2020 Justitsminister. Hun var minister for kommunal og regional udvikling i Regeringen Solberg 
Som kommunalminister var hun med til at beslutte, hvordan  Regionsreformen i Norge skal se ud.  Fra 2013 til 2018 var hun handels- og erhvervsminister. Mæland var byrådsleder i Bergen fra 2003 til 2013. Mæland blev født i Bergen og voksede op i Arendal. Hun er uddannet fra Universitetet i Bergen i 1994 og har siden praktiseret som advokat.